# Fagradalsfjöll

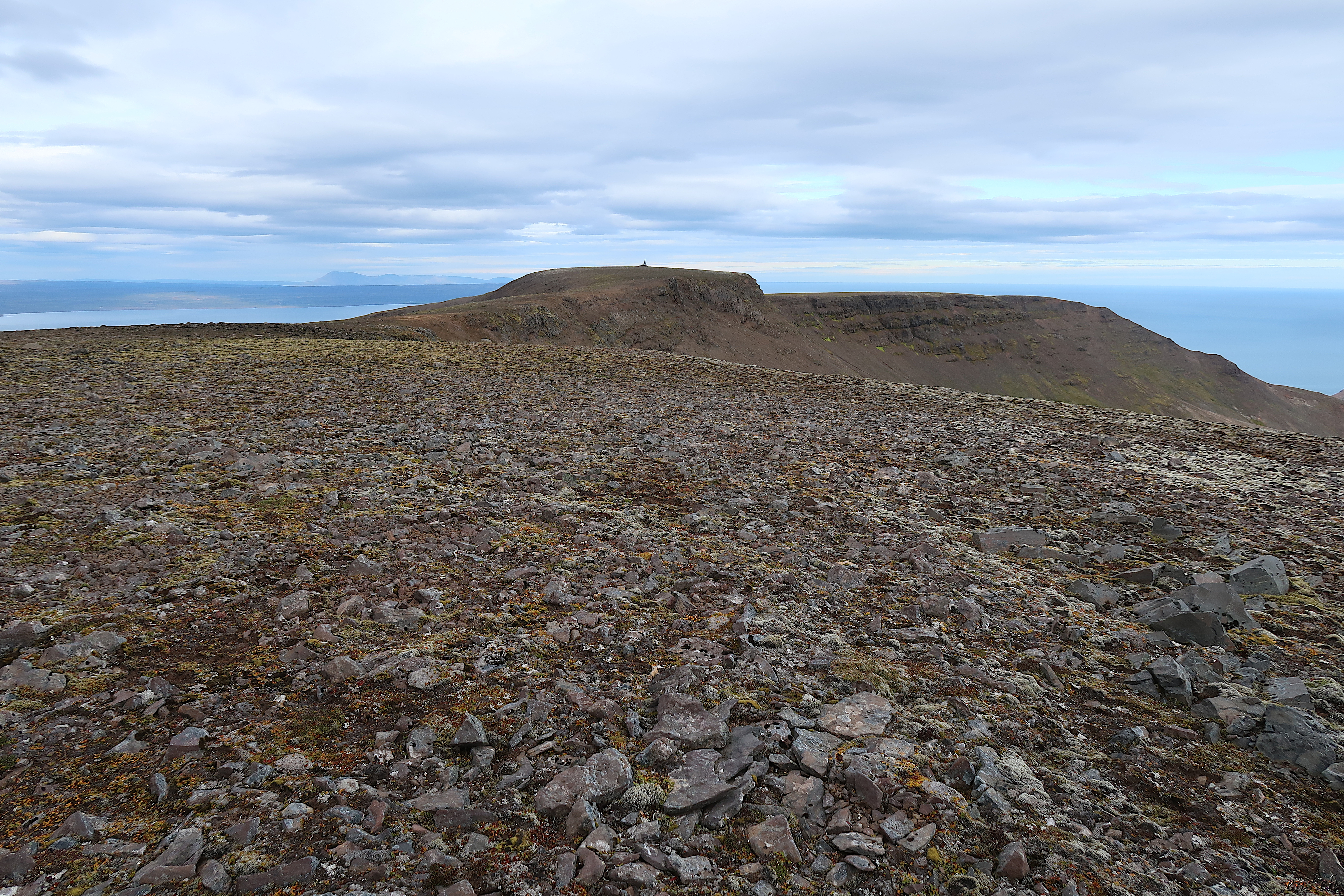
Fagradalsfjöll, strax före toppen

Fagradalsfjöll panoramautsikt

Fagradalsfjöll är en bergskedja i republiken Island.   Den ligger i regionen Austurland, i den nordöstra delen av landet, 400 km öster om huvudstaden Reykjavík.
Fagradalsfjöll sträcker sig 5,8 km i nord-sydlig riktning. Den högsta punkten är 719 meter över havet.
Topografiskt ingår följande toppar i Fagradalsfjöll:
- Dýjafjall
- Landsendafjall